# Picture Post
Die Picture Post war eine fotojournalistische Zeitschrift in Großbritannien, die 1938 von Stefan Lorant gegründet wurde und bis 1957 erschien. Sie galt – wie Liliput, eine andere von Lorant gegründete Zeitschrift – als eine Wegbereiterin des Fotojournalismus.
Von Beginn an positionierte sie sich scharf gegen die Verfolgung der Juden in Nazi-Deutschland und war anfänglich ein großer Erfolg. Im Dezember 1943 betrug die verkaufte Auflage 1.950.000 Exemplare in der Woche. Nach dem Kriege sank die Auflage jedoch und lag Ende 1949 nur noch bei 1.422.000 und im Juni 1952 bei 935.000. Als Gründe für die sinkende Auflage wurden die Konkurrenz des Fernsehens und der in der letzten Phase ständige Wechsel der Herausgeber angesehen. Als sie schließlich nur noch 600.000 Exemplare verkaufte, wurde die Zeitschrift eingestellt.
Unter den größten Fotografen des Magazins waren Bert Hardy, Kurt Hutton, Felix Man, Thurston Hopkins, John Chillingworth, Grace Robertson und Leonard McCombe (McCombe ging später zu "Life"). In der Picture Post schrieben unter anderen J.B. Priestley, Lionel Birch, James Cameron, Fyfe Robertson, Anne Scott-James, Robert Kee und Bert Lloyd; zu den freien Mitarbeitern gehörten G.B. Shaw, Dorothy Parker und William Saroyan.
Nach der Einstellung ging das Fotoarchiv der Picture Post an die BBC und von da über verschiedene Eigentümer schließlich 1996 an die US-Bildagentur Getty Images.